# Beatlemania! With the Beatles
Beatlemania! With the Beatles je prvi studijski album skupine The Beatles, ki je bil izdan v Kanadi in sploh prvi album Beatlesov, ki je kdaj izšel v Severni Ameriki. Album je popolnoma enak drugemu albumu Beatlesov With the Beatles, ki je izšel 22. novembra 1963 pri založbi Parlophone v Združenem kraljestvu.

## Seznam skladb
Vse pesmi je napisal in uglasbil dvojec McCartney–Lennon, razen kjer je posebej napisano.
| Stran 1 | Stran 1                                                                                                   | Stran 1 |
| Št.     | Naslov | Dolžina |
| ------- | --- | ------- |
| 1.      | „It Won't Be Long‟                                                                                        | 2:13    |
| 2.      | „All I've Got to Do‟                                                                                      | 2:03    |
| 3.      | „All My Loving‟                                                                                           | 2:08    |
| 4.      | „Don't Bother Me‟ (George Harrison)                                                                       | 2:28    |
| 5.      | „Little Child‟                                                                                            | 1:46    |
| 6.      | „Till There Was You‟ (Meredith Willson)                                                                   | 2:14    |
| 7.      | „Please Mister Postman‟ (Georgia Dobbins, William Garrett, Freddie Gorman, Brian Holland, Robert Bateman) | 2:34    |

| Stran 2 | Stran 2                                                    | Stran 2 |
| Št.     | Naslov                                                     | Dolžina |
| ------- | ---------------------------------------------------------- | ------- |
| 1.      | „Roll Over Beethoven‟ (Chuck Berry)                        | 2:45    |
| 2.      | „Hold Me Tight‟                                            | 2:32    |
| 3.      | „You've Really Got a Hold on Me‟ (Smokey Robinson)         | 3:01    |
| 4.      | „I Wanna Be Your Man‟                                      | 1:59    |
| 5.      | „Devil in Her Heart‟ (Richard Drapkin)                     | 2:26    |
| 6.      | „Not a Second Time‟                                        | 2:07    |
| 7.      | „Money (That's What I Want)‟ (Janie Bradford, Berry Gordy) | 2:49    |

## Zasedba
The Beatles
- John Lennon – vokal, kitara, orglice, Hammond orgle, tamburin
- Paul McCartney – vokal, bas kitara, klavir
- George Harrison – vokal, kitara
- Ringo Starr – bobni, tolkala, vokal

Dodatni glasbeniki
- George Martin – klavir